# Kasteel Op Genhoes

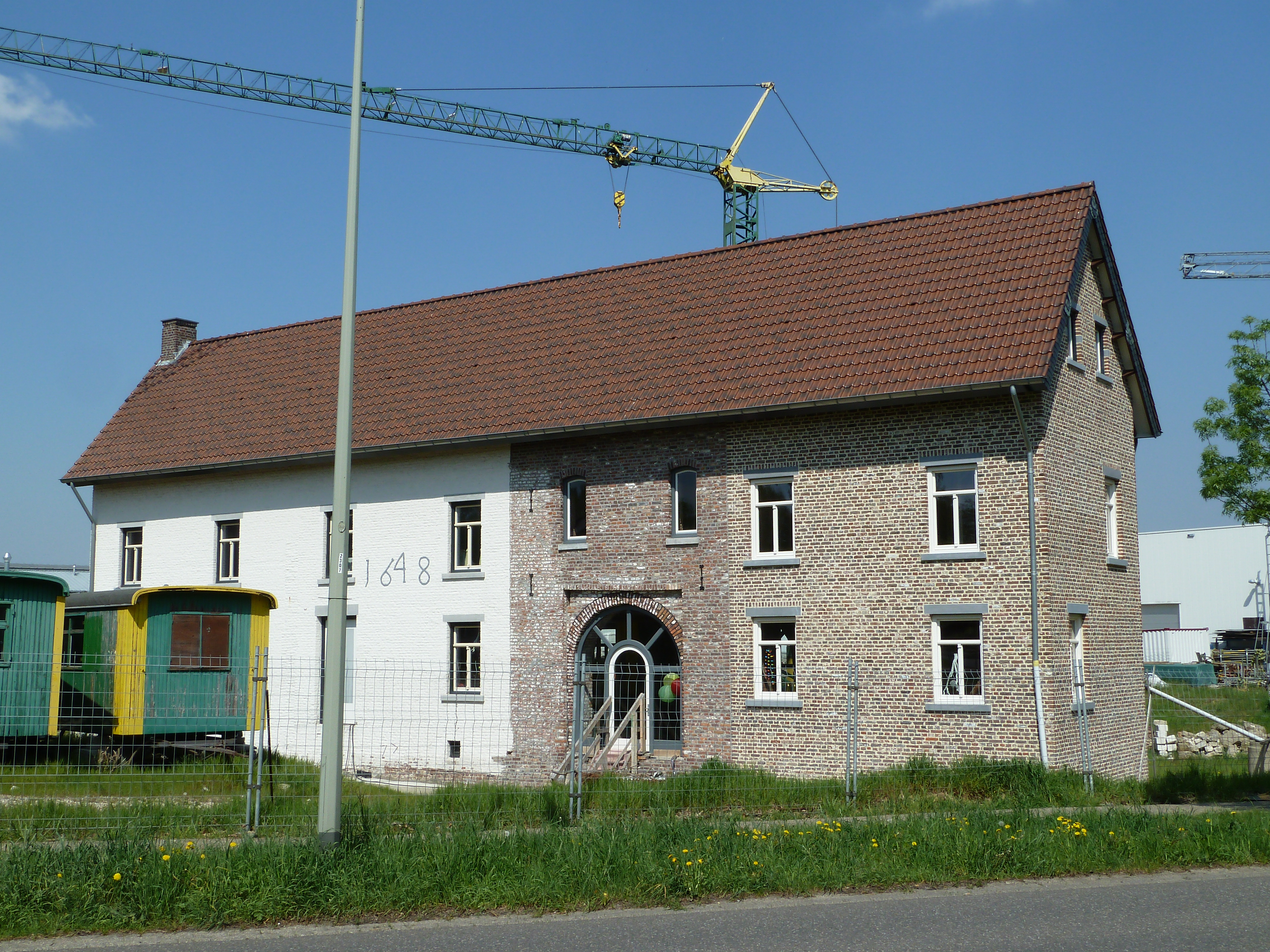
Gen Hoes in 2011

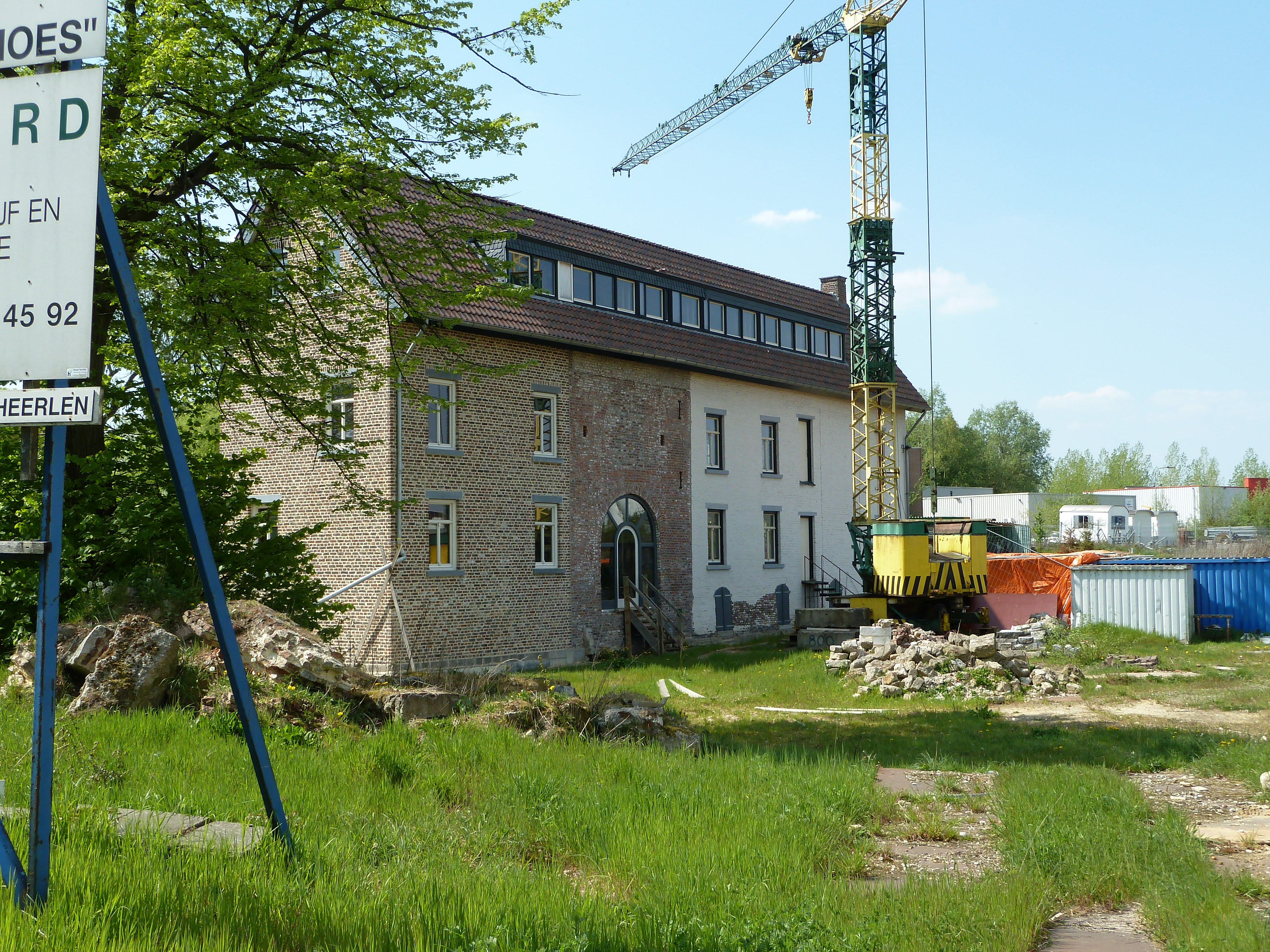
Idem

Kasteel Op Genhoes, ook wel Genhoes of het Huis (Brunssum) en soms naar de laatste bewoners Kasteel De Negri genoemd, is een kasteel te Brunssum dat in 1622 werd gebouwd op enkele honderden meters van het houten kasteel Vossenleen.

Kasteel Op Genhoes vormt een laatste herinnering aan het feodale verleden van Brunssum.
Het gebouw is een rijksmonument.

## Geschiedenis
Het kasteel, en een hoeve met schuur, werd in 1622 gebouwd door Willem en Godart Vos, zonen van Ridder Jan Vos. Aanvankelijk bouwde de adellijke familie de Vos kasteel Rozengaard, ook wel Rozengoed, Rosgoed en later ook wel Cluttenleen genoemd naar de nieuwe eigenaren, de adellijke familie Clutt.

Toen Op Genhoes in 1648 klaar was, werd kasteel Rozengaard en het houten kasteel, gelegen bij de kerk, gesloopt en de grachten en vijvers gedempt. Het Clutteleen lag in het weiland waar nu de woonwijk Op gen Hoes is gelegen.
Genhoes dankt zijn naam, hét huis bij uitstek, aan het feit dat op dit kasteel in feite het hoogste gerechtsorgaan van de regio Brunssum gevestigd was. Enkele op het grondgebied van de aan Brunssum grenzende gemeente Beekdaelen gelegen kastelen, waren in juridisch opzicht ondergeschikt aan dit huis. Vandaar dat deze kastelen in de volksmond met de diminutieve benaming Huuske (Huisje) aangeduid werden. Het gaat daarbij onder meer om Kasteel Doenrade (Doonderhuuske) en het Etzenraderhuuske (het Huisken).
De nog resterende vleugel vormde minder dan een vijfde van het oorspronkelijke kasteelcomplex. Deze vleugel bestaat uit het sterk gewijzigde poortgebouw uit het midden van de 16e eeuw en de pachterswoning die rond 1648 (muurjaartal) ontstond. Beide zijn anno 2021 onder één enkel zadeldak samengebracht. Het bouwvallige herenhuis werd in 1930 gesloopt. Tijdens de sloopwerkzaamheden werd tussen de schuur en het herenhuis fundamenten van een toren gevonden. Waarschijnlijk was dit een niet voltooide poging om het kasteel uit te breiden.

Oorspronkelijk heeft het kasteel wat stijl betreft waarschijnlijk bij de Maaslandse renaissance aangeleund, met voor deze stijl kenmerkende natuurstenen geveldecoraties en tussendorpelvensters. Die zijn echter in de overgebleven vleugel niet meer aanwezig. De grachten rond het kasteel zijn verdwenen en een deel van de kasteelhoeve in de voor Limburg zo typische vakwerkbouw is in de laatste decennia van de 20e eeuw nog gesloopt.

Kasteel Op Genhoes is vanaf 2002 gerestaureerd en maakt deel uit van een nieuwbouwcomplex.
De laatste adellijke familie die Genhoes bewoonde was de baronnenfamilie de Negri. Verschillende baronnen de Negri waren in de 19e eeuw burgemeester van Brunssum. Hun familiegrafsteen, die vroeger naast de St. Gregoriuskerk in het centrum van de gemeente stond, staat bij de Sint Clemenskerk in het noorden van Brunssum.

### Eigenaren
Het leengoed werd verheven te Valkenburg en had, voor zover bekend, de volgende eigenaren:
| Periode | Eigenaar                            | Opmerking                                                           |
| ------- | ----------------------------------- | ------------------------------------------------------------------- |
| 1622    | Jonker Jan (Johan) Vos              | Overname leenrechten van het Vossenleen.                            |
| 1625    | Jonker Jan Godart Vos               | Zoon van Jan Vos. Jan Godart ging van Vos als achternaam gebruiken. |
| 1644    | Hans Willem van Vos                 | Zoon van Jan Godart van Vos.                                        |
| 1679    | Johan Godart Nicolaas van Vos       |                                                                     |
| 1691    | Ernesta van Vos                     |                                                                     |
| ?       | Anna Barbara van Vos                | Erfdochter van kasteel Op Genhoes                                   |
| 1694    | Baron Carl Anseld de Negri          | Huwde met Anna Barbara van Vos                                      |
| 1730    | Nazaat huis de Negri                | Het sterftejaar van baron Carl Anseld de Negri.                     |
| 1743    | Ernest Karel Joseph Thomas de Negri |                                                                     |